# Kanton Joinville
 Joinville  is een kanton van het Franse departement Haute-Marne. Het kanton maakt deel uit van het arrondissement  Saint-Dizier.  

Het telt 10.526 inwoners in 2018.

## Gemeenten
Het kanton Joinville omvatte tot 2014 volgende 15 gemeenten.
- Autigny-le-Grand
- Autigny-le-Petit
- Blécourt
- Chatonrupt-Sommermont
- Curel
- Ferrière-et-Lafolie
- Fronville
- Guindrecourt-aux-Ormes
- Joinville
- Mathons
- Nomécourt
- Rupt
- Suzannecourt
- Thonnance-lès-Joinville
- Vecqueville

Na de herindeling van de kantons door het decreet van 17  februari 2014 met uitwerking op 22 maart 2015, omvat het kanon volgende 38 gemeenten:
- Ambonville
- Arnancourt
- Autigny-le-Grand
- Autigny-le-Petit
- Baudrecourt
- Beurville
- Blécourt
- Blumeray
- Bouzancourt
- Brachay
- Charmes-en-l'Angle
- Charmes-la-Grande
- Chatonrupt-Sommermont
- Cirey-sur-Blaise
- Courcelles-sur-Blaise
- Dommartin-le-Saint-Père
- Donjeux
- Doulevant-le-Château
- Ferrière-et-Lafolie
- Flammerécourt
- Fronville
- Gudmont-Villiers
- Guindrecourt-aux-Ormes
- Joinville
- Leschères-sur-le-Blaiseron
- Mathons
- Mertrud
- Mussey-sur-Marne
- Nomécourt
- Nully
- Rouvroy-sur-Marne
- Rupt
- Saint-Urbain-Maconcourt
- Suzannecourt
- Thonnance-lès-Joinville
- Trémilly
- Vaux-sur-Saint-Urbain
- Vecqueville